# کارل وان فیشر
 کارل وان فیشر (انگلیسی: Karl von Fischer؛ ۱۹ سپتامبر ۱۷۸۲ – ۱۱ فوریهٔ ۱۸۲۰) یک معمار اهل آلمان بود.